# John Castellani
John Castellani é um ex-treinador de basquetebol profissional estadunidense. Ele dirigiu o Minneapolis Lakers (hoje Los Angeles Lakers) durante a temporada de 1959-60. Após rescindir o contrato com o Lakers, Castellani foi para a Universidade de Seattle onde foi vice-campeão da competição NCAA em 1958. Atualmente reside em Milwaukee, Wisconsin e aparece com frequência nos jogos do Milwaukee Bucks e Marquette Golden Eagles.